# Livre 4 d'Avatar : La Légende de Korra
Chronologie
Livre 3
La saison 4 de la série La Légende de Korra s'intitule Livre 4 : équilibre. Elle est composée de 13 épisodes, tous réalisés par la société sud-coréenne Studio Mir. La saison est diffusée sur la chaîne américaine Nickelodeon à partir du  3 octobre 2014.
Le livre 4 se déroule trois ans après la saison précédente. Korra se relève de ses blessures  infligées par Zaheer, apprend sur elle-même et doit lutter contre la Grande Unificatrice Kuvira qui a pris la tête du Royaume de la Terre par la force, proclamant l'Empire de la Terre, et manifeste des desseins irrédentistes envers la République.

## Production
Après la décision de Nickelodeon de diminuer fortement le budget, l'épisode Souvenirs a repris plusieurs séquences de précédent épisodes. Cette décision a été prise pour éviter le licenciement de plusieurs membres de l'équipe.

## Réception
La série se conclut sur Korra et Asami Sato qui se font face en se tenant la main. Cette scène est controversée jusqu'à ce que les créateurs de la série confirment l'homosexualité de leurs personnages,.
Pour Joanna Robinson de Vanity Fair, il s'agit de l'événement télévisé le plus subversif de l'année, attendu que c'est la première fois qu'une émission pour enfants montre une relation amoureuse homosexuelle. Cette réflexion est partagée par la critique de TV.com, The A.V. Club, USA Today, IGN, et Moviepilot.

## Épisodes
| no (saison) | no (série) | Titre                           | Titre original        | Première diffusion | Scénario                | Réalisation                                   | Synopsis |
| ----------- | ---------- | ------------------------------- | --------------------- | ------------------ | ----------------------- | --------------------------------------------- | --- |
| 1           | 40         | Après toutes ces années         | After All These Years | 3 octobre 2014     | Joshua Hamilton         | Colin Heck                                    | Trois ans après la défaite de Zaheer, le prince Wu est sur le point d'être couronné roi de la terre. Kuvira est à la tête d'une puissante armée et propose son aide à un gouverneur confronté à des bandits. Korra, elle, a renoncé à son état d'avatar et erre à travers le monde. |
| 2           | 41         | Korra, seule                    | Korra Alone           | 10 octobre 2014    | Michael Dante DiMartino | Ian Graham                                    | Korra erre à travers le monde, cherchant la solitude. Elle reste hantée par de sombres visions et par son combat avec Zaheer. Guidée par un esprit dans un marais, elle y est attaquée par ce spectre.                                                                              |
| 3           | 42         | Le couronnement                 | The Coronation        | 17 octobre 2014    | Tim Hedrick             | Melchior Zwyer                                | Le couronnement de Wu est un fiasco qui se solde par la proclamation de l'Empire de la Terre avec Kuvira à sa tête, alors que Korra apprend à vivre avec Toph. |
| 4           | 43         | Vocation                        | The Calling           | 24 octobre 2014    | Colin Heck              | Katie Mattil                                  | Les jeunes maîtres de l'air partent à la recherche de Korra, Ikki retrouve sa trace dans le marécage. Mais l'avatar est encore faible et en proie au doute. |
| 5           | 44         | L'ennemi aux portes de la ville | Enemy at the Gates    | 31 octobre 2014    | Ian Graham              | Joshua Hamilton                               | L'armée de Kuvira approche de Zaofu, que Suyin refuse de voir intégrée au nouvel empire. Korra tente en vain de négocier un accord. Varrick et Bolin découvrent les véritables intentions de Kuvira.                                                                                |
| 6           | 45         | La bataille de Zaofu            | The Battle of Zaofu   | 7 novembre 2014    | Melchior Zwyer          | Tim Hedrick                                   | Suyin et ses jumeaux ont été capturés en tentant de s'introduire dans le camp de Kuvira. Korra accepte d'affronter cette dernière en duel mais elle est dominée jusqu'à ce qu'elle utilise le pouvoir.                                                                              |
| 7           | 46         | Retrouvailles                   | Reunion               | 14 novembre 2014   | Colin Heck              | Michael Dante DiMartino                       | Korra retrouve ses amis en ville. Au même moment, Wu est enlevé sur ordre de Kuvira. |
| 8           | 47         | Souvenirs                       | Remembrances          | 21 novembre 2014   | Michael Dante DiMartino | Joshua Hamilton, Katie Mattila et Tim Hedrick | Mako, Korra et Bolin se remémorent de vieilles histoires. Mako raconte ses histoires de cœur à Wu, Korra parle de ses combats à Asami et Varrick raconte la vie de Bolin de manière héroïque.                                                                                       |
| 9           | 48         | Par delà l'indomptable          | Beyond the Wilds      | 28 novembre 2014   | Ian Graham              | Joshua Hamilton                               | Izumi et Tenzin refusent de s'associer à Raiko pour attaquer Kuvira, même après avoir entendu Bolin et Varrick parler de ses étranges travaux. Les esprits de la vigne attaquent Jinora et les autres, les enfermant dans le monde des esprits.                                     |
| 10          | 49         | Opération Beifong               | Operation Beifong     | 5 décembre 2014    | Melchior Zwyer          | Tim Hedrick                                   | Opal, Lin et Bolin, rejoints par Toph, suivent les traces des prisonniers jusqu'à une usine où Baatar et Zhu Li testent une nouvelle arme. Kuvira découvre la tentative de sabotage de Zhu Li.                                                                                      |
| 11          | 50         | La tactique de Kuvira           | Kuvira's Gambit       | 12 décembre 2014   | Colin Heck              | Joshua Hamilton                               | Wu et Mako organisent l'évacuation de la cité pendant que Varrick et Asami construisent une armée d'armures de combat pour la défendre. Mais les troupes de Kuvira attaquent plus tôt que prévu.                                                                                    |
| 12          | 51         | Le jour du colosse              | Day of the Colossus   | 19 décembre 2014   | Ian Graham              | Tim Hedrick                                   | Korra et ses amis cherchent un moyen de détruire le colosse de Kuvira. Leurs efforts sont vains, ce qui pousse Lin à faire appel à Hiroshi, qui suggère une nouvelle stratégie. |
| 13          | 52         | Le dernier combat               | The Last Stand        | 19 décembre 2014   | Melchior Zwyer          | Michael Dante Dimartino                       | Dans la salle de contrôle du colosse, Kuvira et Korra s'affrontent. Pendant ce temps, les amis de l'avatar détruisent l'appareil de l'intérieur. Le poste de commande s'écrase bientôt dans la jungle qui recouvre la ville.                                                        |